# Quinta Pedagógica dos Prazeres
A Quinta Pedagógica dos Prazeres é um projeto que visa a sensibilização, educação e valorização do meio rural, que é promovido pela paróquia local da freguesia dos Prazeres, na Calheta, Região Autónoma da Madeira. Situa-se nos terrenos contíguos à igreja paroquial de Nossa Senhora das Neves e foi inaugurada em outubro de 2000.
Tem um espaço que alberga vários animais (de porcos e ovelhas a emas e lamas, entre outros) e permite o contacto dos visitantes com estes, e possui também uma casa de chá.

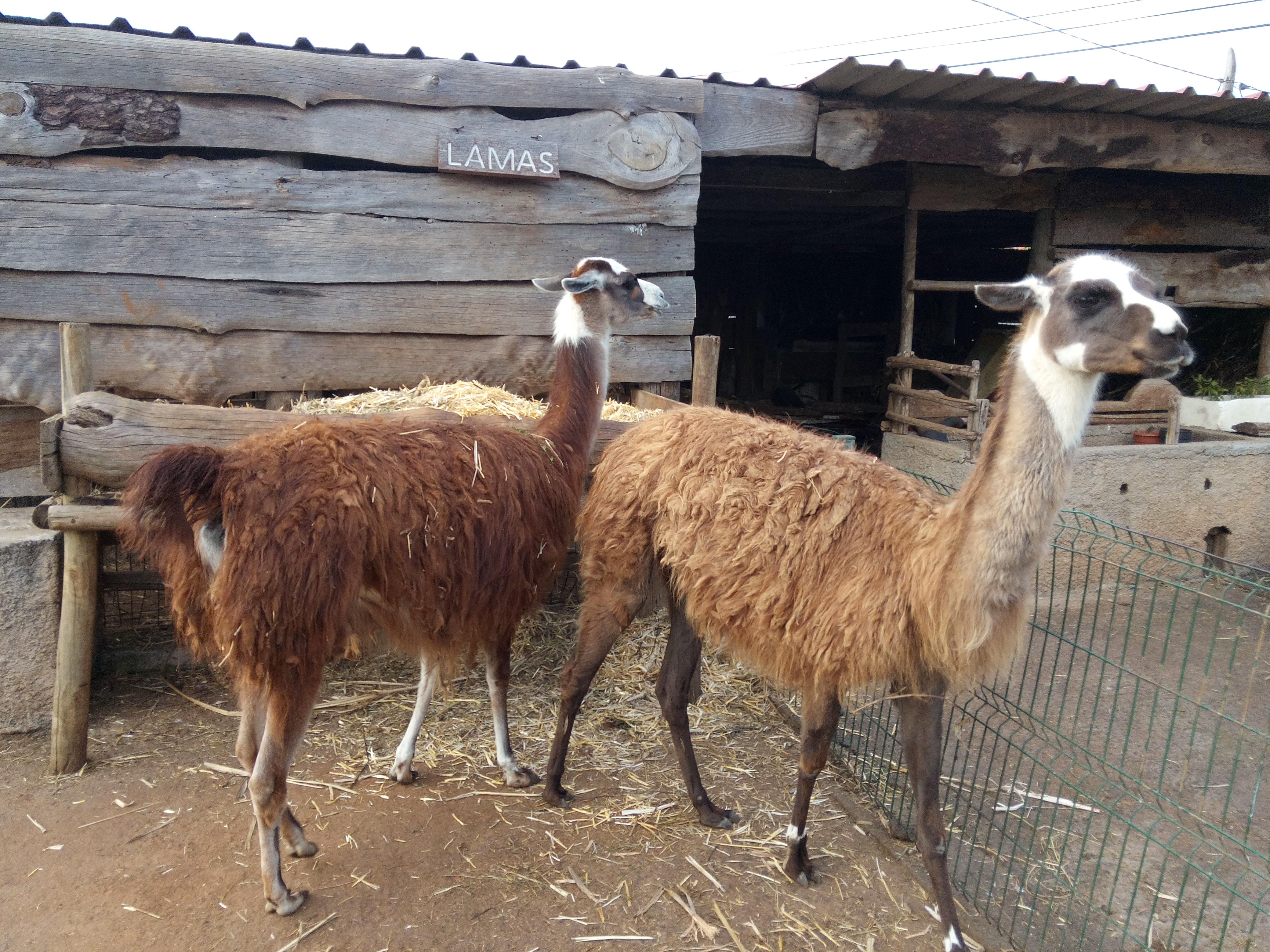
Lamas na Quinta Pedagógica